# Dournazac
Dournazac (tiếng Occitan: Dornasac) là một xã của tỉnh Haute-Vienne, thuộc vùng Nouvelle-Aquitaine, miền trung nước Pháp.